# Reino de Tacrur
O Reino de Tacrur ou Tecrur (Takrur ou Tekr(o)ur; c. 500 – c. 1456) foi um estado baseado no vale do Senegal na atual Mauritânia e no norte do Senegal que atingiu seu auge nos séculos X e XI, aproximadamente paralelo ao Império do Gana. Durou de alguma forma até o século XVIII.

## História

### Origens
Há uma série de teorias conflitantes sobre o passado profundo do vale do Senegal, onde o Reino de Tacrur criaria raízes. A formação do Estado pode ter ocorrido como influxo de fulas do leste estabelecido no vale do Senegal. John Donnelly Fage sugere que Tacrur foi formado através da interação de berberes do Saara e "povos agrícolas negros" que eram "essencialmente sererês". Os forasteiros podem, no entanto, ter sido soninquês em vez de berberes, e a população nativa pode já ter falado fula. Independentemente disso, a região tem sido um caldeirão étnico desde os primeiros períodos rastreáveis até o presente, embora os fulas tenham vindo a dominar em séculos mais recentes. A dinastia fundadora foi chamada Diaogo (Dya'ogo). Historiadores tradicionais discordam sobre sua origem e origem étnica (assumindo que uma relação pode ser traçada com rótulos étnicos como entendidos hoje). Eles eram reis ferreiros e supostamente introduziram a siderurgia e a extração de minério na região.

### Dinastia Mana
Um clã soninquê sob Mamadu Sumarê, originalmente de Uagadu, conquistou Tacrur no século IX ou X, estabelecendo a dinastia Mana e gradualmente se fundindo à cultura local. Eles podem ter sido Niacates de Diarra, Sumarês de Guidimaca ou Jaubis de Haire. Tacrur foi mencionado pela primeira vez em fontes árabes no século X. Em 1035, o rei Uar Jabi introduziu a xaria, tornando-se o primeiro governante a adotar oficialmente a ortodoxia islâmica no Sael. Em 1056, seu filho Lebi lutou ao lado de Iáia ibne Omar Alantuni na Batalha de Tabefarila. Quatro mil cavaleiros de Tacrur foram essenciais à vitória almorávida na Batalha de Sagrajas no Alandalus em 1086, que foi crucial para deter a Reconquista. Esta aliança foi mantida durante a maior parte dos próximos 200 anos.
Durante este período, Tacrur ocupou uma posição dominante no comércio regional, controlando uma série de postos comerciais e cidades que ligavam as minas de sal de Aulil na costa norte da foz do Senegal ao interior. No século XII, Sila, aliada a Tacrur, entrou em guerra contra Uagadu. Seu declínio significou que Tacrur foi capaz de exercer mais controle sobre as rotas comerciais que moviam ouro de Bambuque aos mercados do lado do deserto.

### Êxodo sererê
Quando o Islã e a xaria foram introduzidos no reino pelos Manas, isso levou à perseguição de animistas locais. Acredita-se que a classe lamânica, cujo papel também incluía a salvaguarda da espiritualidade sererê tradicional, esteve na vanguarda da resistência à islamização, em parte para preservar a sua religião, mas também o seu poder e riqueza como proprietários de terras. Era comum que os primeiros escritores árabes, como Albacri, se referissem aos "não crentes" do Islã em suas obras como lanlã (lamlam), lenlém (lemlem) ou dandã (damdam), o que pode ser uma corruptela do título sererê lamane. Durante o século XIII, eclodiu uma guerra civil. Em vez de se converter, os sererês migraram para sudoeste, primeiro para Ferio e depois para Sine e Salum. Este foi o processo pelo qual surgiu pela primeira vez uma identidade sererê distinta, separada do resto da população tacruriana.

### Vassalagem e declínio
O século XIII foi um período de crise política em Tacrur. O último rei Mana, Cengaã Sumarê, é lembrado como um tirano sanguinário que foi derrubado pelo seu próprio povo. As partes ocidentais do reino tornaram-se independentes. Por volta de 1286, o Império do Mali conquistou Tacrur e colocou-o sob uma ditadura militar governada por farbas (governadores), lembrada localmente como a dinastia Tonjom. Contudo, o poder do Mali na região diminuiu no século XIV e as dinastias fulas Lã Termes e Lã Taaga conseguiram tomar o poder. A região também pode ter sido controlada pelo Reino de Diarra.
Tacrur foi conquistada pelo burba jalofo (imperador) Tiuculi N'Diclã no século XV, que dividiu a região entre vários farbas. Em 1506, porém, a autoridade do burba estava enfraquecendo e os farbas começaram a lutar entre si. Coli Tenguela, um senhor da guerra fula nativo de Tacrur, mas vindo de Futa Jalom, conquistou a área em 1521 e fundou a dinastia denanquê. Isto duraria até 1776, quando a Revolução Futa, liderada por clérigos muçulmanos, assumiu o controle do reino e a casa de denanquê foi derrubada.

## Economia
Tacrur era um centro comercial, onde o ouro da região de Bambuque, sal do Aulil, e grãos do Sael eram trocados por lã, cobre, miçangas e joias. O tecido de algodão do reino estava entre seus produtos de exportação mais renomados.

## Território
No auge de seu poder, Tacrur controlava a margem norte do Senegal até o planalto de Tagante e Alegue. O vale do rio Gorgol era o coração do reino e era o local da capital Diaogo, Tumberê Jiingue. Eles também controlavam, ou pelo menos tinham influência significativa sobre, a área a jusante que se tornaria Ualo.

## Tacrur como topônimo
Tacruri era um termo, como Bilade Assudã, que era usado para se referir a todas as pessoas de ascendência da África Ocidental, e ainda é usado como tal no Oriente Médio, com alguma corrupção, como em Tacruni, pl. Tacarna (تكروني na Arábia Saudita, e na Etiópia e Eritreia, na forma Tucrir. O distrito de Bulaque Adacrur (بولاق الدكرور, Bulaq Al-Dakrur) no Cairo recebeu o nome de um asceta da África Ocidental. No Oriente Médio, os tuculores ainda são chamados de tucrires. Tacrur era o termo usado pelos habitantes da região até o século XV. Durante os séculos XVI e XVII, no entanto, foi gradualmente substituído por Futa Toro.